# Zentrales Regierungshochhaus der DDR
Das Zentrale Regierungshochhaus der DDR war ein nicht realisierter Entwurf im Rahmen eines Ideenwettbewerbs von 1958, der vorsah, auf dem Gebiet der von der DDR 1950 gesprengten Ruine des Berliner Schlosses und des zerstörten Marienviertels einen Wolkenkratzer im Stil des Sozialistischen Klassizismus zu erbauen.

## Vorgeschichte
Die Berliner Mitte war weitestgehend durch den Zweiten Weltkrieg zerstört oder stark beschädigt worden. Hieraus ergab sich in ganz Berlin die Möglichkeit zur Neugestaltung des gesamten Stadtgebiets. In West-Berlin wurde hierzu 1957 der Architekturwettbewerb Wettbewerb Hauptstadt Berlin ausgerufen. In Ost-Berlin antwortete man 1958 darauf mit einem Ideenwettbewerb zur sozialistischen Umgestaltung der Hauptstadt der DDR, Berlin.
Für das Zentrale Regierungshochhaus der DDR war das Areal vom Mittelteil der Spreeinsel, dem Standort des 1945 nach einem alliierten Luftangriff ausgebrannten  Berliner Stadtschlosses, über das ebenfalls von Bombenangriffen stark zerstörte Marienviertel bis zum Alexanderplatz vorgesehen. Das gesamte Gebiet war als politisches Zentrum von Ost-Berlin vorgesehen.

„Das Zentrum der Stadt erhält sein charakteristisches Bild durch monumentale Gebäude und eine architektonische Komposition, die der Bedeutung der Hauptstadt Deutschlands gerecht wird.“

Die SED hatte im Sommer 1950 verfügt, dass das „Zentrum der Stadt der Lustgarten und das Gebiet der jetzigen Schlossruine“ sei. Damit erreichte die SED zusammen mit dem Aufbaugesetz von 1950 die Sprengung und den Abriss des Berliner Schlosses und die Neugestaltung der Berliner Mitte.
Zur Neugestaltung des Stadtzentrums wurde ein Ideenwettbewerb ausgeschrieben, an dem sich 56 Architekten aus sieben Ländern beteiligten.

## Entwurf des Hochhauses

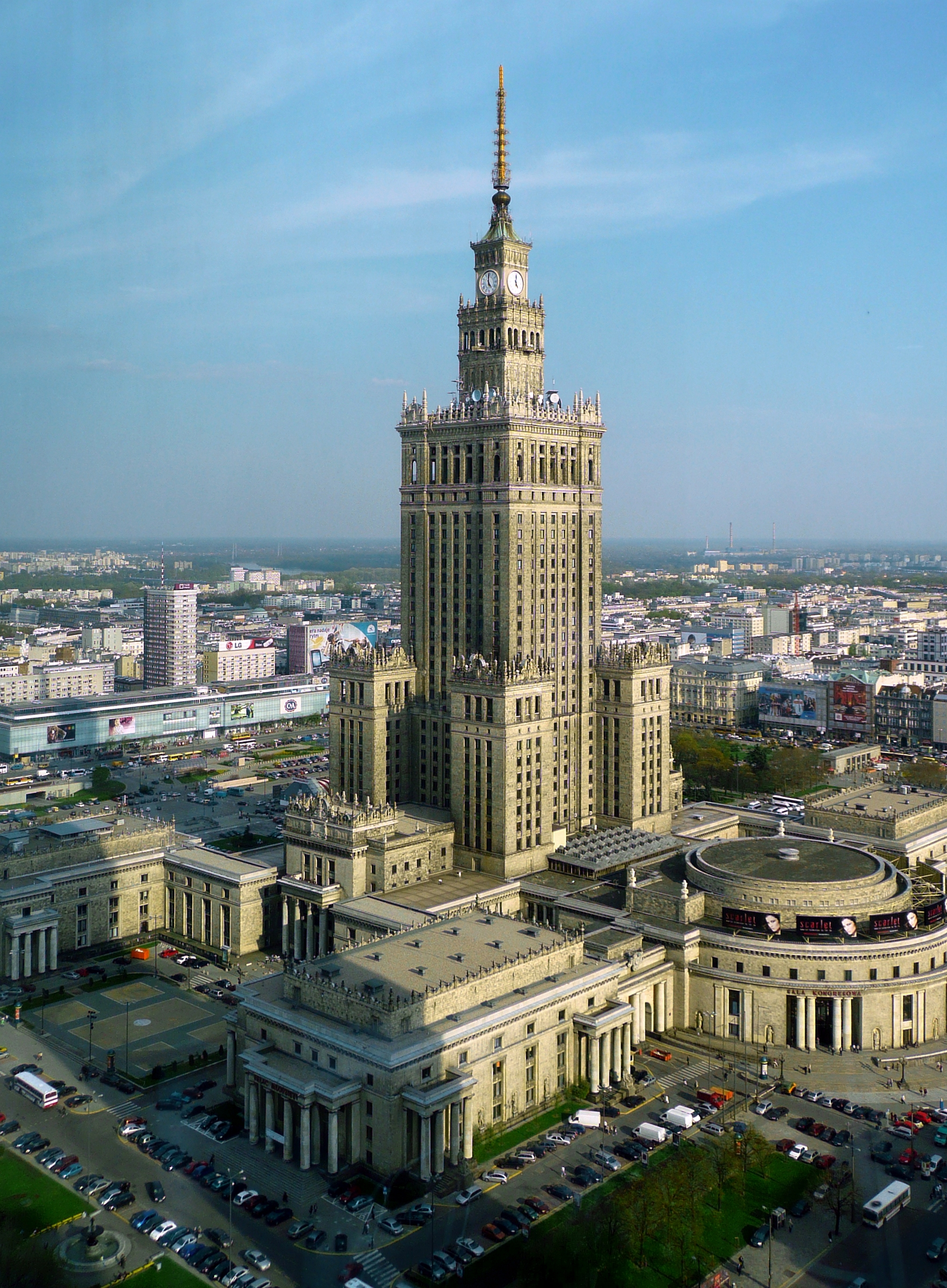
In der polnischen Hauptstadt Warschau im Stile des Sowjetischen Klassizismus errichteter Kultur- und Wissenschaftspalast

Der Architekt Hermann Henselmann griff in seinem Entwurf für das Regierungshochhaus den Stil des Sozialistischen Klassizismus auf, der bereits in Moskau mit den Sieben Schwestern oder in Warschau mit dem Kulturpalast bei ähnlichen Bauten – und auch bereits in Berlin bei der Stalinallee – zur Anwendung gekommen war.
Der Wolkenkratzer sollte eine Höhe von 150 Metern erreichen, höher als das heutige Hotel Park Inn am Alexanderplatz, und Ministerrat und Volkskammer aufnehmen. Vor dem Regierungshochhaus sollte ein Versammlungsplatz erschlossen werden, der über die Magistrale Karl-Liebknecht-Straße für Massenaufmärsche zu erreichen gewesen wäre. Für den Bau der Regierungszentrale hätten Spree und der Spreekanal, die die Spreeinsel umfließen, in der Mitte der Insel weitestgehend überdeckelt werden müssen. Vor dem Gebäude sollte ein 25 Meter hohes Denkmal von Karl Marx und Friedrich Engels entstehen.
Weitere nicht realisierte Entwürfe sahen vor, südlich des Zentralen Regierungshochhauses ein großes Wasserbecken samt Schiffsanlegestelle zu errichten, was bedeutet hätte, das brachliegende Nikolaiviertel als eines der beiden ältesten Siedlungsgebiete Berlins vollständig abzureißen.

## Ende der Planungen und Ersatzbauten
Anfang der 1960er Jahre wurden die Planungen für ein Regierungshochhaus und die Neugestaltung der Berliner Mitte aufgrund finanzieller Schwierigkeiten eingestellt und erst wieder aufgenommen, als die DDR 1973 international anerkannt wurde und damit ein repräsentatives Regierungsviertel benötigte.
Als Ersatzbauten entstanden auf der Spreeinsel das Staatsratsgebäude und in unmittelbarer Nähe auf dem Gebiet des Schinkelplatzes das Gebäude des Außenministeriums der DDR. Direkt auf der Spreeinsel wurde der Palast der Republik errichtet und jenseits der Spree gegenüber, auf dem Gebiet des ehemaligen Marienviertels, das Marx-Engels-Forum.
Am Ende des ehemaligen Marienviertels, am Rande des Alexanderplatzes, entstand in diesem Zusammenhang der Berliner Fernsehturm. Bereits im Rahmen des Ideenwettbewerbs hatte Henselmann einen Entwurf außer der Reihe eingereicht, der anstatt eines Regierungshochhauses den Bau eines Turms der Signale, sprich einen Fernsehturm, vorsah.